# Cudillero (kommun)
Cudillero är en kommun i Spanien.  Den ligger i den autonoma regionen Asturien i norra delen av landet, 400 km nordväst om huvudstaden Madrid. Antalet invånare är 4 896 (2024).